# Torre del Hoyo Oscuro

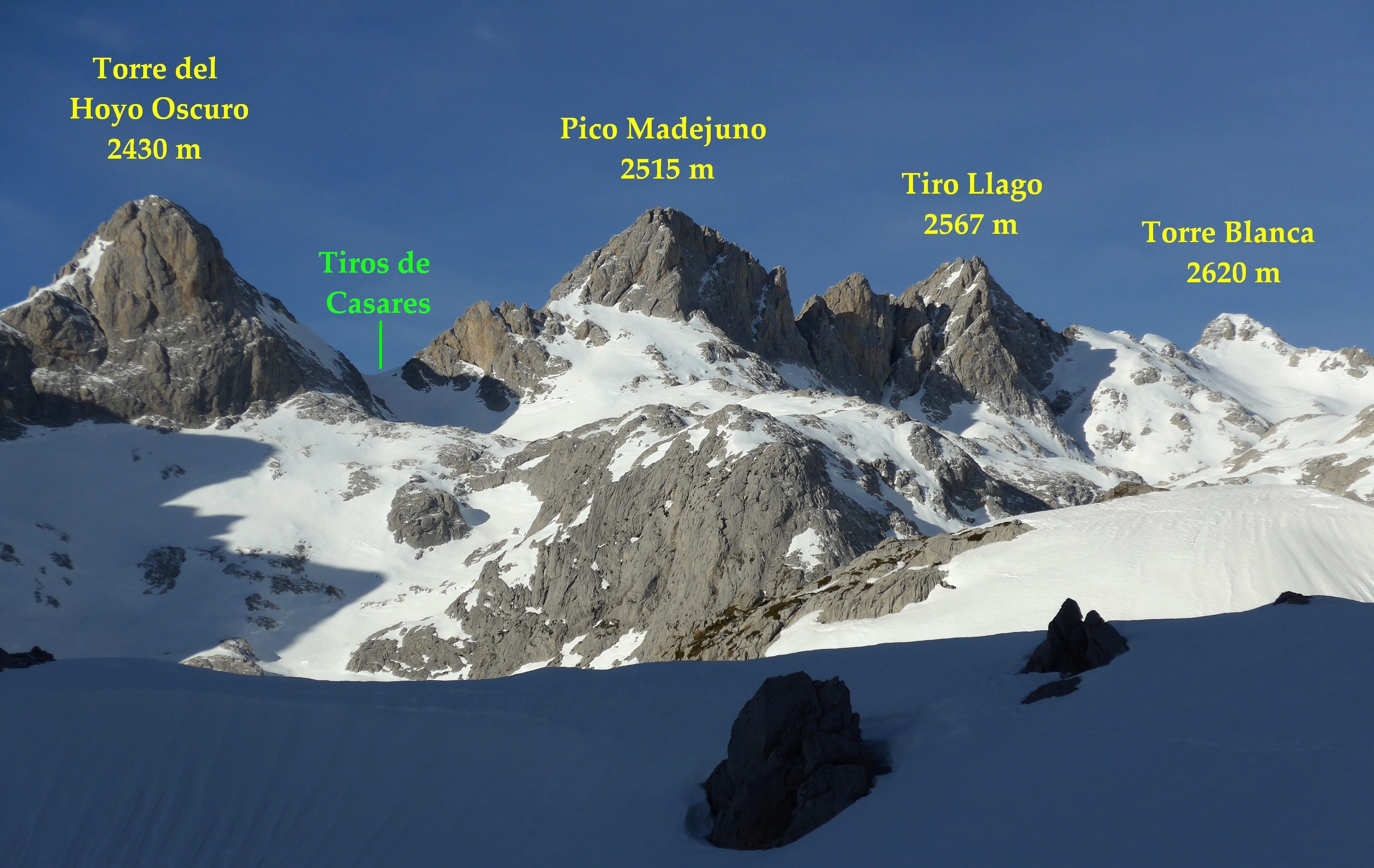
Torre del Hoyo Oscuro, Madejuno, Tiro Llago y Torre Blanca. Fotografía tomada desde el PR-PNPE 23

La Torre del Hoyo Oscuro es una montaña de la cordillera Cantábrica ubicada en el macizo central de los Picos de Europa. Tiene 2430 metros de altitud y pertenece al sector montañoso donde se localizan el pico Madejuno, Tiro Llago y Torre Blanca. A tan solo 600 metros de la Torre del Hoyo Oscuro en dirección sur se localiza el Pico San Carlos, y a 1,1 km de distancia, La Padiorna.
Dicho sector constituye un cordal que discurre de noroeste a sureste estableciendo una divisoria natural entre Cantabria y León. Sin embargo, la cima de la Torre del Hoyo Oscuro se halla en Cantabria, dentro del término municipal de Camaleño.

## Toponimia
El nombre de esta montaña está vinculado al jou situado en su base, el Hoyo Oscuro. 
Jou (hoyo en castellano) es el nombre que recibe en los Picos de Europa una depresión rocosa y cerrada en forma de embudo, generalmente de grandes dimensiones, originada por combinación de la acción kárstica y glaciar. Acoge también las grafías hou, hoyu, hoyo y joón.

## Rutas de acceso
La ruta de montañismo más directa para ascender a la Torre del Hoyo Oscuro por su cara oeste (que se asciende a pie) parte de la estación superior de El Cable y remonta la canal de San Luis. Otro itinerario es subir desde Fuente Dé por Los Tornos de Liordes.